# Клемятино (Глинковский район)
Клемя́тино — деревня в Смоленской области России, в Глинковском районе. Население — 17 жителей (2007 год) . Расположена в центральной части области в 9 км к северо-западу от села Глинка, в 18 км южнее автодороги Р134 «Старая Смоленская дорога» Смоленск — Дорогобуж — Вязьма — Зубцов, на левом берегу реки Устром. В 8 км южнее деревни железнодорожная станция Клоково на линии Смоленск — Сухиничи. Входит в состав Доброминского сельского поселения.

## История
12 декабря 1758 г в сельце  Клемятино Дорогобужского уезда родилась Екатерина Ивановна Нелидова, фрейлина, фаворитка Павла I, после смерти отца вместе с матерью владела сельцом Клемятино, деревнями Сковородино и Алешино.
В годы Великой Отечественной войны деревня была оккупирована гитлеровскими войсками в июле 1941 года, освобождена в ходе Ельнинско-Дорогобужской операции в 1943 году. В 1941 в деревне велись ожесточённые бои за высоту 240,3 между 19-й стрелковой дивизией советской армии и немецким 42-м дивизионом «М-13»..

## Экономика
Фермерское хозяйство «Клемятино» закрыто в 1996 году.
В настоящее время экономическая составляющая деревни отсутствует.

## Достопримечательности
- Древнее городище в 1 км севернее деревни на левом берегу Устрома.
- 3 братских могилы советских воинов, погибших в 1941-43 годах.[3].

## Интересные факты
- Дорога Глинка, Климятино, обозначенная на наших картах как "хорошая", в действительности совсем не существовала.Гудериан